# Cimerman
Cimerman je pogostejši priimek v Sloveniji, ki ga je po podatkih Statističnega urada Republike Slovenije na dan 31. decembra 2008 uporabljalo 756 oseb.

## Znani nosilci priimka
- Aleksa Cimerman (1933—2017), mikrobiologinja
- Anton Cimerman, španski borec
- Franci Cimerman (1933—2015), geolog, mikropaleontolog
- Franci Cimerman, častnik, nosilec zlate medalje Slovenske vojske
- Ivan Cimerman (*1938), pesnik in pisatelj
- Janko Cimerman, udeleženec Zbora odposlancev slovenskega naroda v Kočevju 1943
- Josip Cimerman (1861—1912), cerkveni glasbenik, skladatelj, zborovodja
- Jelka Iglič Cimerman (1911—2003), operna pevka, sopranistka
- Matej Cimerman (*1958), kirurg, travmatolog, red. prof. MF UL
- Nina Gunde Cimerman (*1958), mikrobiologinja, mikologinja, univ. profesorica
- Primož Cimerman, slovenski lokalni politik
- Stanko Cimerman, udeleženec Zbora odposlancev slovenskega naroda v Kočevju 1943